# Tuàregs

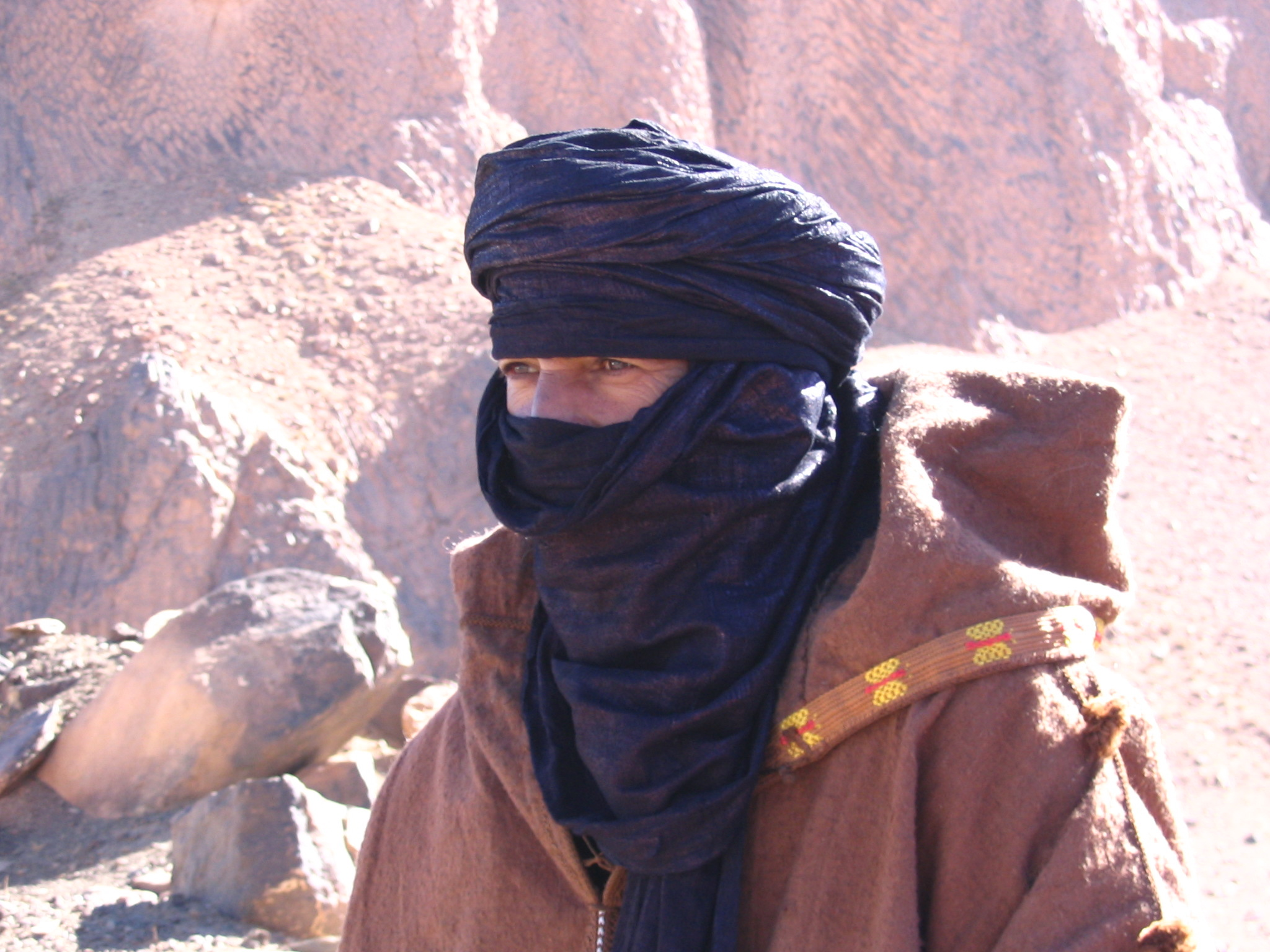
Un tuàreg del desert d'Algèria

Els tuàregs (amazic: itargiyen; àrab: طوارق, ṭawāriq, del terme amazic twareg arabitzat pels beduïns en twaraq, plural de targi, nisba de Targa, que equival a Fezzan) són un poble nòmada amazic que habita al desert del Sàhara; parlen llengües tuàregs, dins de la família lingüística amaziga i tenen el seu propi alfabet, el tifinagh.

## Nom
No es coneix exactament l'etimologia de la paraula àrab طوارق, ṭawāriq, que ha donat el mot català tuàreg, però se sap que és el plural de طرقي ṭarqī (en femení طرقية ṭarqiyya), etnònim que, segons sembla, procedeix d'una antiga ciutat del Fezzan anomenada Tarqa (طرقة) —el so àrab /q/ és pronunciat, localment, /g/, d'aquí que aquests mots es puguin llegir o pronunciar també ṭawārig, ṭargī, ṭargiyya i Targa, respectivament.
Segons la teoria etimològica de Sidahmed Ahmed Luchaa sobre la paraula tuàreg, el seu origen ve de la paraula camí (طريقة, ṭarīqa) en àrab, ja que aquests tenien fama de «tallacamins» per atracar les caravanes dels sahrauís.
En les llengües amazigues, el substantiu comú targa sol al·ludir a una llera fluvial, principalment al tipus de riu de l'Àfrica del Nord que en àrab es coneix com a wadi (‘riuada’ o ‘llit torrencial d'un riu’).
En el seu idioma, aquest poble se sol autodenominar imoshag, imushaq, imuhagh (en cabil: imuhaɣ), paraula que significa «els lliures» o «els nobles» i que sembla derivar de tamazight. També es donen a si mateixos el nom de kel tamayaq o kel tamasheg («els que parlen el tamasheg»).
Durant més de dos mil·lennis, els tuàregs van controlar la caravana comercial transsahariana que connectava les grans ciutats al sud del Sàhara amb la costa mediterrània d'Àfrica a través de cinc rutes comercials del desert.

## Llengua
La llengua dels tuàregs és del grup amazic (però no la comprenen els amazics del nord) i està dividida en vuit dialectes regionals: hoggar (Algèria); djanet i ghat (Tassili n'Ajjer) a Líbia i Algèria; adghagh (Mali); tombuctú (Mali, i es parla en algunes comarques de Burkina Faso); iwellemmedan de l'oest (regió de Meneka a Mali i algunes zones de Burkina Faso); iwellemmedan de l'est (Azawagh al Níger), aïr (Níger) i kel-geres (Níger).

## Història
Els tuàregs o imuhagh són un poble amazic de tradició nòmada del desert del Sàhara. La seva població s'estén per cinc estats africans: Algèria, Líbia, Níger, Mali i Burkina Faso. Quan es desplacen, cobreixen les seves necessitats i les dels animals pel fet que viuen en unitats familiars extenses que porten grans ramats al seu càrrec. Tenen la seva pròpia escriptura, el tifinagh.
El desenvolupament dels mitjans de transport moderns al Sàhara des de la segona meitat del segle xx ha provocat el declivi de l'activitat comercial de les caravanes tuareg i la sedentarització de part de la seva població a les grans ciutats del sud del desert i del Sahel africà.
La marginació cultural i econòmica els ha portats a emprendre una lluita política i armada des dels anys 1960 i 1990, particularment a Mali i al Níger. Al gener del 2012, els tuàregs de Mali van iniciar una nova rebel·lió i, a l'abril, van proclamar la independència de l'estat d'Azawad, al nord de Mali (que inclou les ciutats de Tombuctú, Kidal i Gao, declarada la capital), que fins ara no ha estat reconegut per cap país ni cap organisme internacional, i que pel que sembla està vivint un procés d'islamització, l'objectiu final del qual és implantar la xaria.

## Origen dels tuàregs
Se'ls suposa principalment descendents dels antics garamants que en l'antiguitat habitaven el Fezzan. Limitaven al nord amb els mauritans, a l'oest amb els getuls i a l'est potser ja amb els ancestres dels tubus. Durant l'edat mitjana, els seus llinatges es van vincular amb els dels sanhaja i dels zenates.
En l'antiguitat, es dedicaven a saquejar pobles, controlant a més les rutes del desert. Al segle xii, les invasions àrabs i hilalianes els van obligar a adoptar un estil de vida nòmada. Al llarg dels segles, han adoptat algunes idees de l'islam, en la mesura que això no es contradeia amb les seves pròpies creences, mantenint intactes el seu sistema de justícia i les seves lleis.
La població estimada de persones que parlen llengües amazigues és de 25 milions, dels quals 1,2 milions es consideren tuàregs.

## Organització social

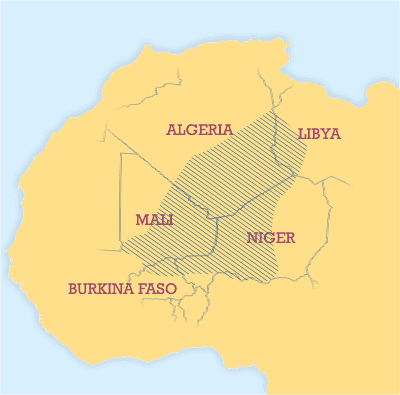
Àrea de distribució del poble tuàreg

L'estructura bàsica de la societat tuàreg és el llinatge (tawshit), grup de parents que reconeixen un antecessor comú. Els fills pertanyen al llinatge de la mare i l'hereten d'ella, però la llar s'estableix en els aghiwan o campaments del llinatge del pare. Cada llinatge pertany a una categoria social determinada i fa part d'una ettebel (comunitat social o 'tribu'). Els llinatges designen un amghar, el seu líder (home) i el consell de líders es designa entre els guerrers (homes), l'amenokal, cap del ettebel.
La tenda, ehe, és identificada amb el matrimoni i la llar. La dona ha de fabricar-la, amb pells o teixits de cistelleria i ella és la seva propietària. Les dones tenen autoritat en el campament, ja que l'home està sovint absent, en les seves activitats com a pastor, comerciant o guerrer. Generalment, la dona sap escriure i és més instruïda que el seu marit, participa en els consells i assemblees del llinatge i és consultada en els assumptes de la tribu.
El festeig entre dones i homes solters, vidus o divorciats es realitza en llocs denominats ahal. Allà es conversa, es canta, s'interpreta música, es reciten poesies i es concerten cites d'amor. El matrimoni es realitza després que la dona ha acceptat un pretendent i ell la sol·licita al sogre, i hi paga un dot, generalment en bestiar. La dona porta el seu bestiar personal a la nova llar i pot divorciar-se i casar-se amb un altre pretendent, si es considera maltractada per l'espòs.

## Estratificació social tradicional
Tradicionalment, la societat tuàreg és jeràrquica i distingeix entre nobles i vassalls i entre ilellan (lliures) i íklan (esclaus).

### Lliures (ilelan)

#### Aristocràcia (imayeghan)
Els caps pertanyen a la casta imúšaɤ (imajeghan: lliures nobles) encarregats de la defensa, la guerra, les incursions per a robar bestiar i el comerç en caravanes. Els majaghan han menyspreat altres activitats en benefici de les seves habilitats com a guerrers i polítics. La seva propietat sobre major nombre de bestiar i la possessió d'esclaus els permet dedicar-se a la poesia, als esports i a tradicions cortesanes.

#### Sacerdots (ineslemen)
Una casta de clergues, els ineslemen ('els de l'islam') o morabits, instrueixen amb l'Alcorà, donen guia espiritual, confeccionen amulets, celebren matrimonis, donen nom als nens, resolen litigis de família i imparteixen justícia. Les seves esposes, al contrari d'altres dones, no han de ser vistes per fora de la tenda sense estar cobertes, ni viatjar sense una llitera amb arcs d'un teixit blanc.

#### Pastors (imghad)

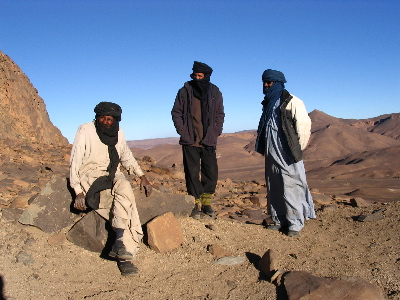
Tuaregs del desert d'Algèria

Els pastors lliures ímɤad (imghad plural; amghid singular) són propietaris de cabres i alguns camells. A l'Ahaggar són anomenats kel ulli, 'els de les cabres'. En alguns llocs, tenen també ovelles i fins i tot bovins, i els correspon pasturar també els ramats dels aristòcrates del seu ettebel, dels quals es consideren vassalls. Alguns llinatges de pastors són mestissos iregeynatan (singular arageyna) i se'ls considera també lliures, encara que amb un estatus propi.

#### Artesans (inadan)
Els inhæd ˤ Aen (o inadan) són una casta d'artesans, originalment ferrers; treballen també la terrisseria, el cuir (especialment les dones) i la fusta. Fabriquen i reparen eines, cadires de muntar, artefactes domèstics i altres objectes. En diverses comunitats, els artesans provenen d'esclaus lliberts.

### Esclaus (íklan)
Com en altres ètnies del nord i de l'oest d'Àfrica i del desert, en la societat tuàreg es va desenvolupar la servitud. Els íklan van ser dominats o capturats pels tuàregs i forçats a traslladar-se. S'exerceixen com esclaus domèstics en els campaments, al servei dels ilellan. Una part s'encarrega de l'agricultura al sud del territori tuàreg i produeix per als seus senyors. Una persona lliure, eventualment, pot casar-se amb una dona de la seva servitud, en aquest cas els fills es consideren lliures. Les normes franceses d'«alliberament dels esclaus» van tendir a debilitar l'economia tuàreg i a doblegar la seva feroç resistència al colonialisme. Prop del 7% de la població del Níger (incloent-hi totes les ètnies) són esclaus.

## Federacions tuàregs
Els tuàregs es troben organitzats en ettebel ('tribus', de vegades anomenades federacions o confederacions) i en són les principals: 
- Kel Ahaggar del Hoggar (a Algèria), i és Ahaggar: 'llar'.
- Kel Adagh, de l'Adrar dels Ifoghas (a Mali), i és adagh: 'muntanya'.
- Ayyer (a l'est d'Algèria i a l'oest de Líbia).
- Kel Antessar, confederació a la zona de Tombuctú.
- Kel Aïr de l'Aïr (al Níger).
- Kel Gress, confederació al sud del Níger.

El terme kel significa: 'gents de' o 'els de'. Així, kel dinnig són 'els de l'Orient' i kel ataram 'els de l'Occident'.